# Stade Caroline-Faye
Le Stade Caroline Faye, est un stade omnisports situé dans la ville de Mbour, au Sénégal.
Doté de 5 000 places, le stade a été nommé en hommage à la première femme députée et ministre du pays, Caroline Faye Diop, épouse de l'homme politique Demba Diop inauguré le 17 septembre  2017.

## Histoire
Achevé en 2013, c'est le stade où évolue à domicile les équipes de football du Stade de Mbour ainsi que du Mbour Petite-Côte Football Club et Keur Madior Football Club.
Le stade accueille plusieurs matchs lors de la coupe d'Afrique des nations junior 2015.

## Événements
- 2015 : Coupe d'Afrique des nations junior